# Tunelul lui Ezechia

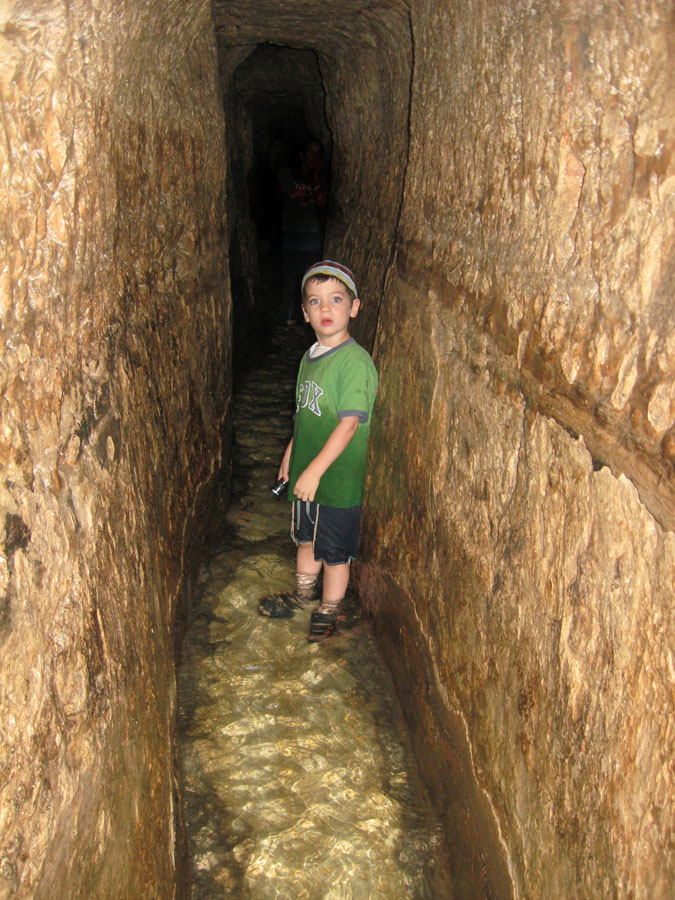
Tunelul lui Ezechia

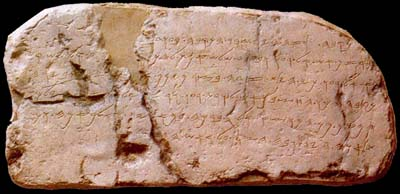
Inscripția Siloam

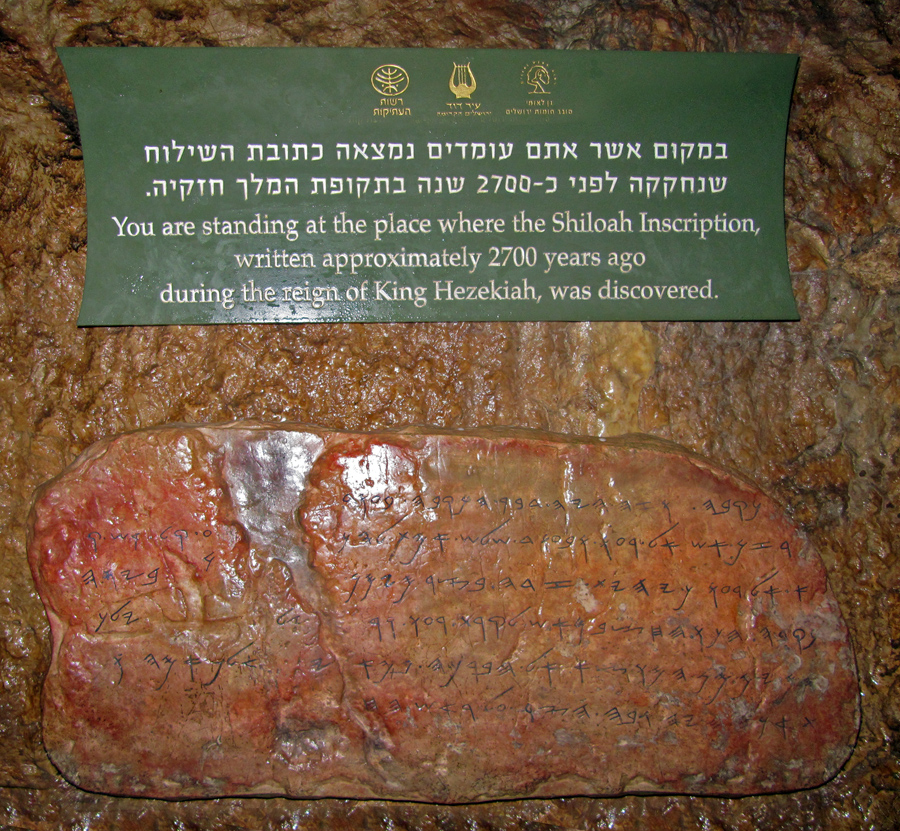
Copia inscripției Siloam, plasată în Tunelul lui Ezechia

Tunelul lui Ezechia sau Tunelul Siloam este un tunel care a fost săpat sub Cetatea lui David în Ierusalim înainte de anul 701 î.Hr. în timpul domniei lui Ezechia. Tunelul nu este menționat direct în Biblie, totuși Biblia relatează că împăratul Ezechia a pregătit Ierusalimul pentru un iminent asediu din partea Asiriei, prin blocarea izvoarelor pârâului Ghihon, și devierea cursului spre Cetatea lui David (2 Cronici, capitolul 32). Tunelul este datat cu ajutorul inscripției găsite pe perete (Inscripția de la Siloam) și prin datarea materialelor organice conținute în tencuiala originală. El este unul din puținele structuri arhitectonice din secolul al VII-lea, rămase intacte, care nu numai că poate fi vizitat, ci și se poate intra și merge prin el.
Tunelul, care duce de la pârâul Ghihon la Scăldătoarea Siloamului, a fost proiectat să servească ca apeduct pentru a aproviziona Ierusalimul cu apă în timpul iminentului asediu asirian, condus de Senaherib. Lungimea tunelului este de 533 m și diferența de altitudine între cele două capete este de 30 cm, transportând apa de-a lungul întregii sale lungimi de la râu la bazin.
În conformitate cu "inscripția de la Siloam" tunelul a fost săpat de două echipe, fiecare începând din câte un capăt și apoi întâlnindu-se la mijlocul traseului. Inscripția este în prezent parțial indescifrabilă, și probabil conținea mai multă informație decât ce s-a păstrat până astăzi. Este clar că unele greșeli de direcție au fost comise în timpul construcției sale.. Recent comunitatea științifică a discreditat ideea că tunelul a fost construit prin lărgirea substanțială a unui pre-existent carst natural.
Performanța dificilă de a face ca două echipe, săpând din două capete opuse să se întâlnească departe în pământ, este acum înțeleasă ca fiind îndeplinită prin direcționarea de la suprafață, a celor două echipe, cu ajutorul sunetelor generate de lovirea rocii deasupra locului în care trebuia continuată lucrarea.

## Funcția și originea
Orașul antic Ierusalim unde s-a construit Citadela lui David (în ebraică עיר דוד, Air David), a avut de resurse de apărare naturale fiind situat pe un munte de calcar și putea fi apărat de aproape toate părțile, dar a avut lipsă o sursă importantă de apă proaspătă, situată pe cealaltă parte a stâncilor deasupra râului Ghihon, care este situat afară din cetate. Acest fapt reprezenta o slăbiciune majoră din punct de vedere militar, în caz de asediu îndelungat cetatea putea rămâne fără apă proaspătă.
Biblia spune că împăratul Ezechia, temându-se că asirienii vor asedia cetatea, a blocat izvorul de apă din afara cetății și l-a deviat print-un canal în Bazinul Siloam..
În 1899 a fost descoperit un tunel antic care, de asemenea, făcea legătura între râul Gihon și aria bazinului Siloam. Acest tunel este astăzi cunoscut drept „canalul epocii bronzului mijlociu”, în conformitate cu vârsta estimată. Reich a determinat că acesta a fost construit în jurul anului 1800 î.Hr., astfel râul Gihon a fost deviat cu multe secole înainte de Ezechia. Tunelul lui Ezechia a fost construit pentru a înlocui acest tunel, pentru că o armată asediatoare îl putea găsi și distruge cu ușurință.
Tunelul lui Ezechia, descoperit în 1838 de către savantul american Edward Robinson, poate fi parcurs astăzi de la un capăt la altul.
Versetele din Biblie care au legătură cu tunelul lui Ezechia sunt acestea:
«Celelalte fapte ale lui Ezechia, toate isprăvile lui și cum a făcut iazul și canalul de apă și a adus apele în cetate nu sunt scrise oare în cartea Cronicilor împăraților lui Iuda?»
2 Regi 20:20
«Ezechia, văzând că a venit Sanherib și că are de gând să înceapă lupta împotriva Ierusalimului,
s-a sfătuit cu căpeteniile sale și cu oamenii lui cei viteji ca să astupe izvoarele de apă care erau afara din cetate. Și ei au fost de părerea lui.
S-au strâns o mulțime de oameni și au astupat toate izvoarele și pârâul care curge prin mijlocul ținutului aceluia. „Pentru ce”, ziceau ei, „să găsească împărații Asiriei, la venirea lor, ape din belșug?”»
2 Cronici 32:2-4
«Tot Ezechia a astupat și gura de sus a apelor Ghihon și le-a adus în jos, spre apus de cetatea lui David. Ezechia a izbutit în toate lucrările lui.»
2 Cronici 32:30

## Galerie

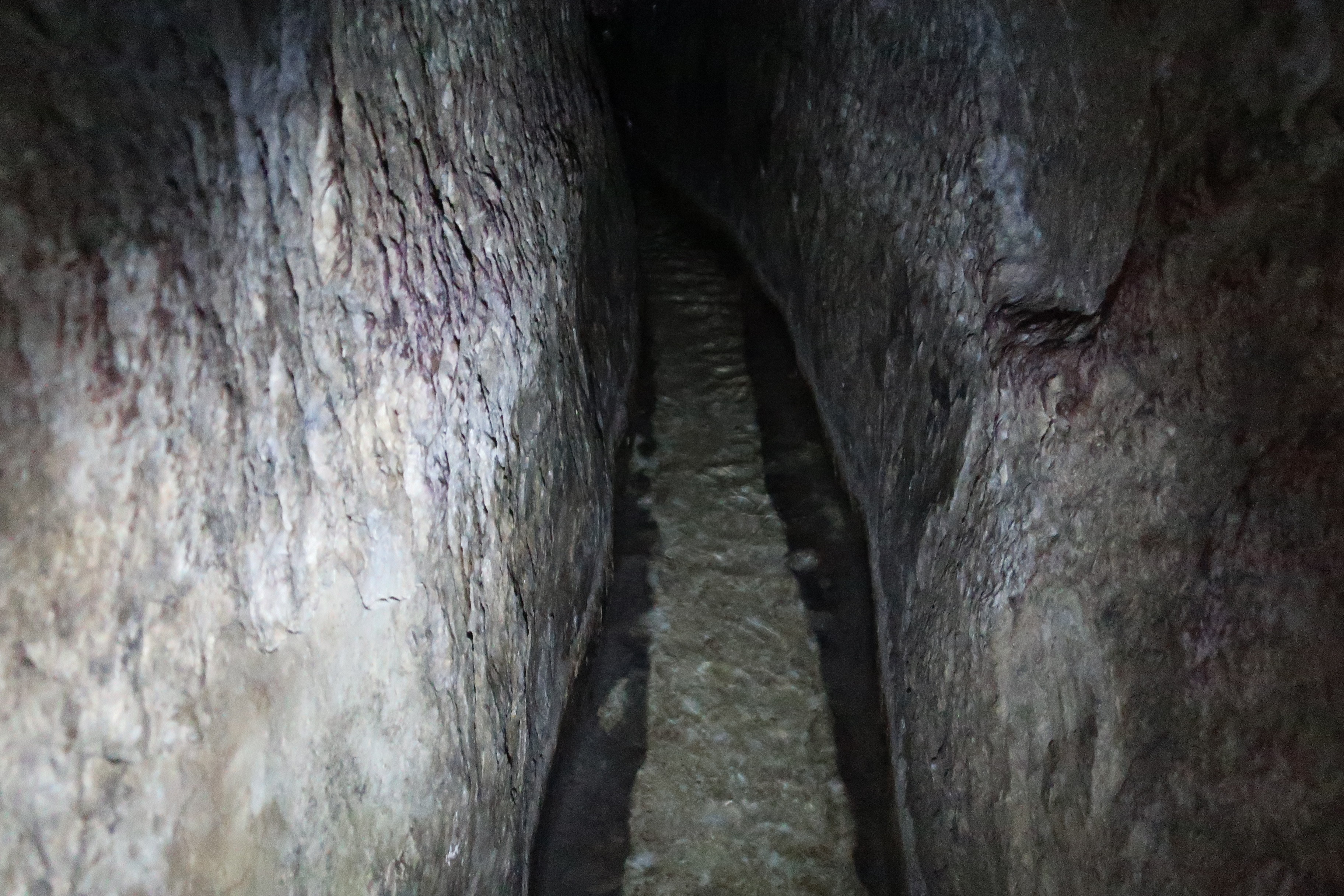
Tunelul lui Ezechia (Tunelul Umed)
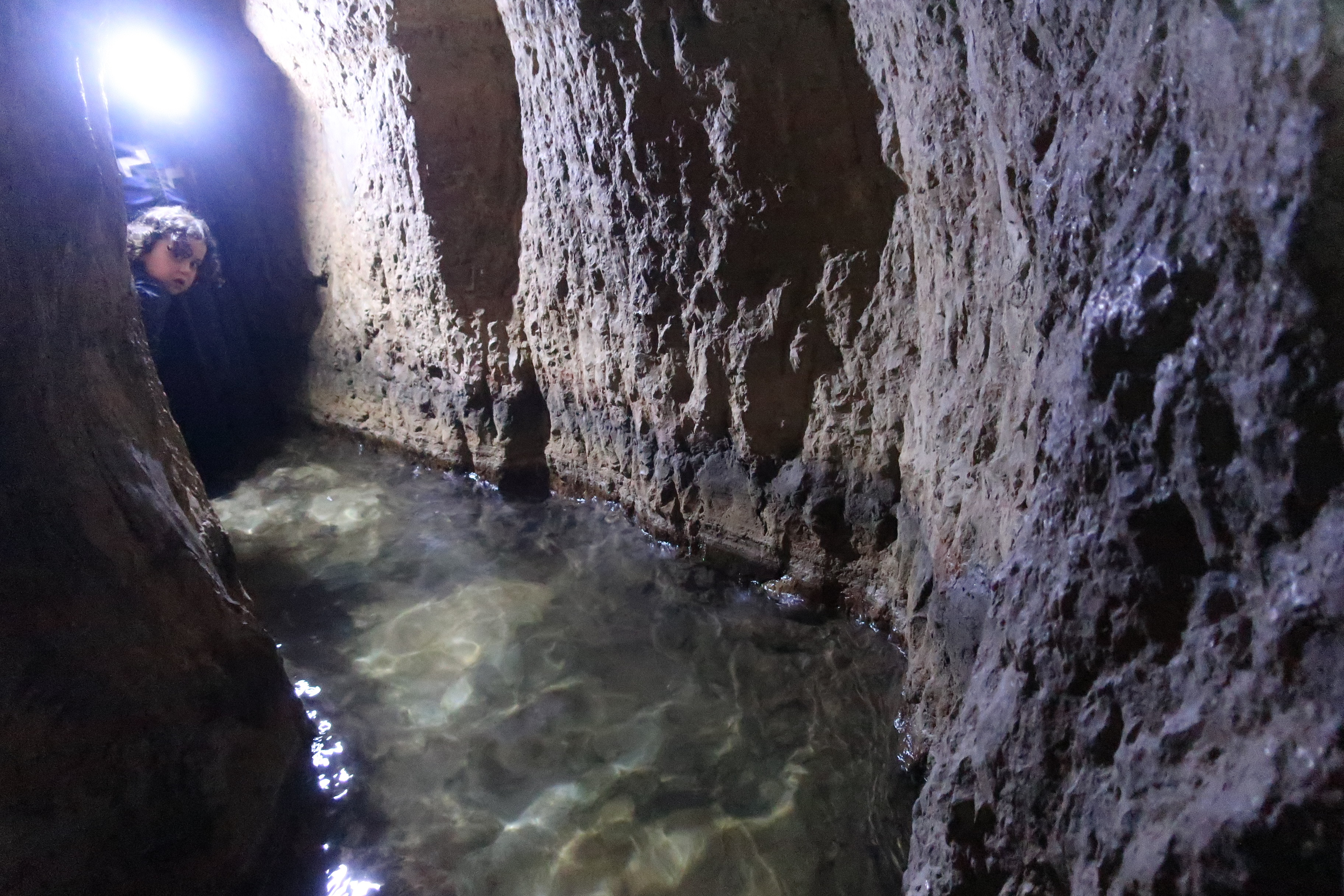
Hoinărind prin apele Tunelului lui Ezechia
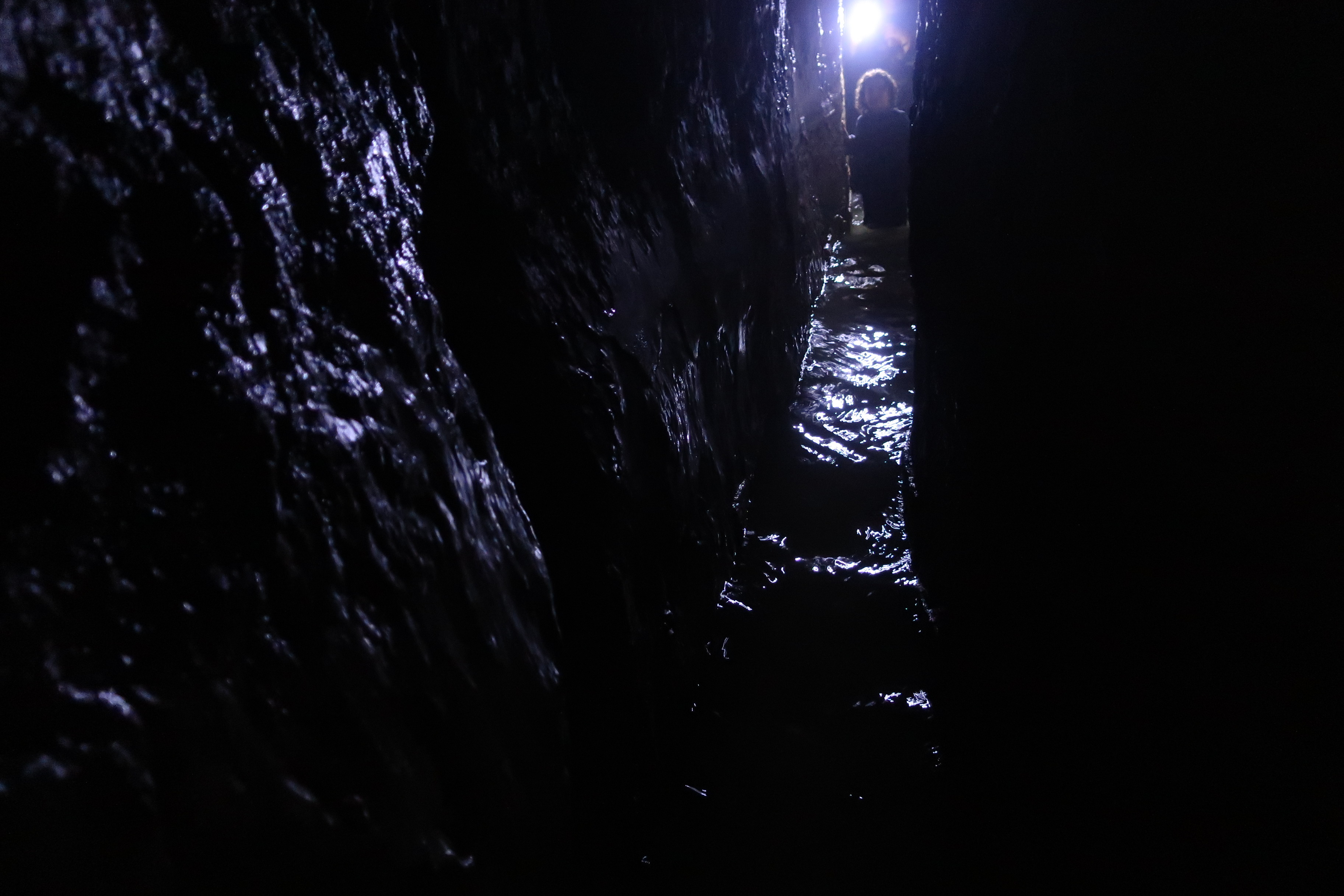
Explorând Tunelul lui Ezechia
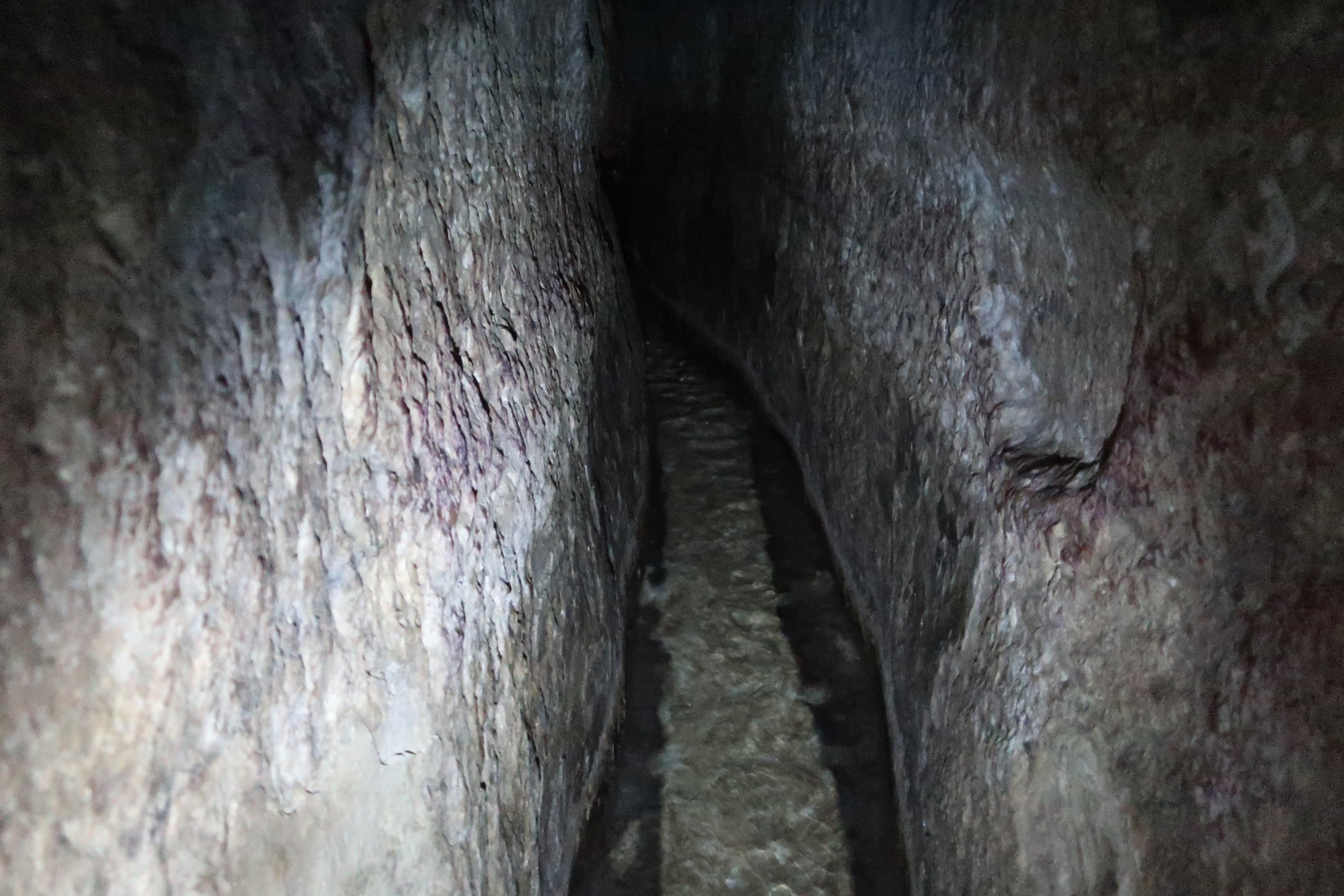
Conductă cioplită de oamenii Regelui Ezechia
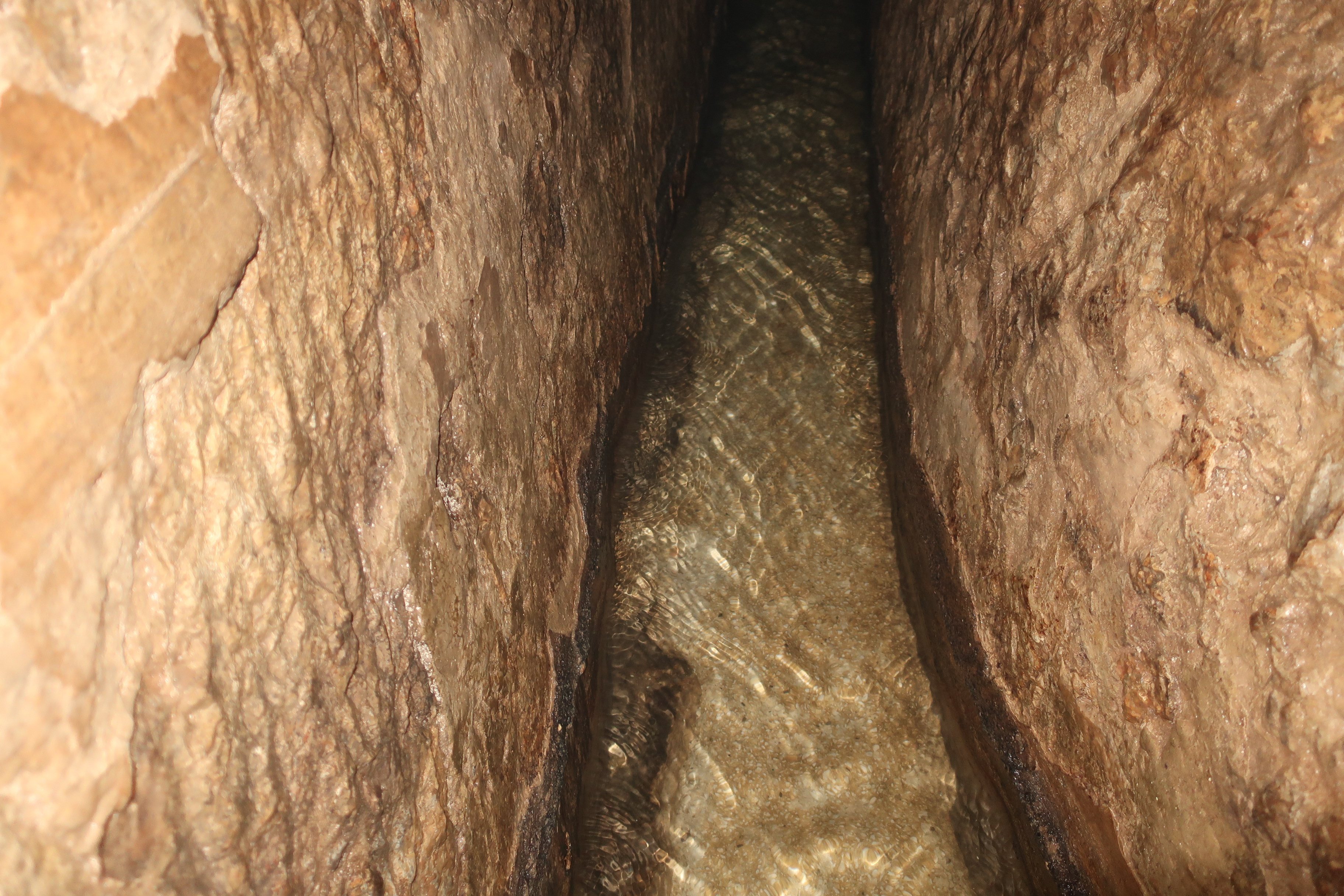
Apă curentă în capătul conductei, cioplită printre meleke calcar
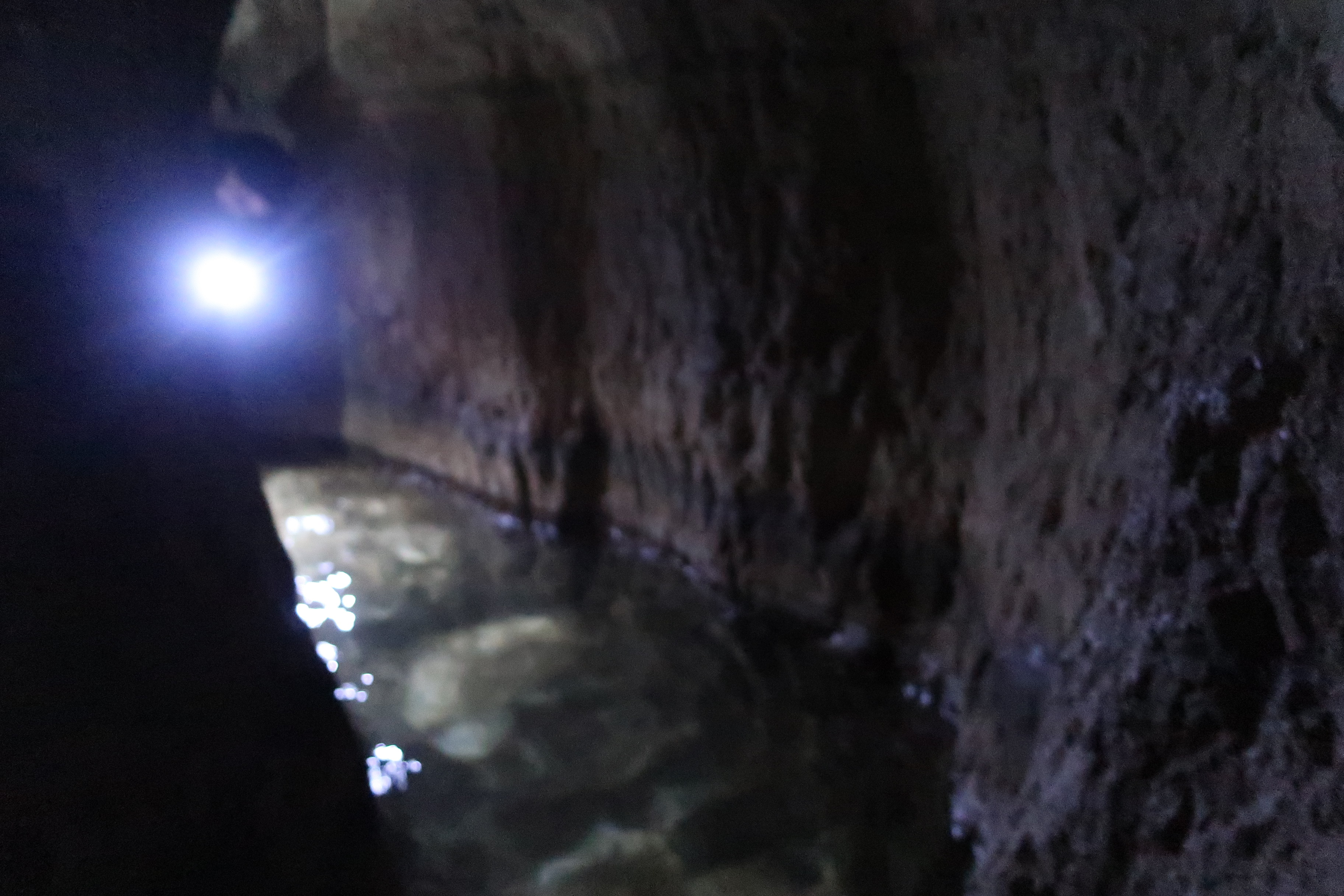
Lanternă (torță) iluminând calea prin Tunelul lui Ezechia
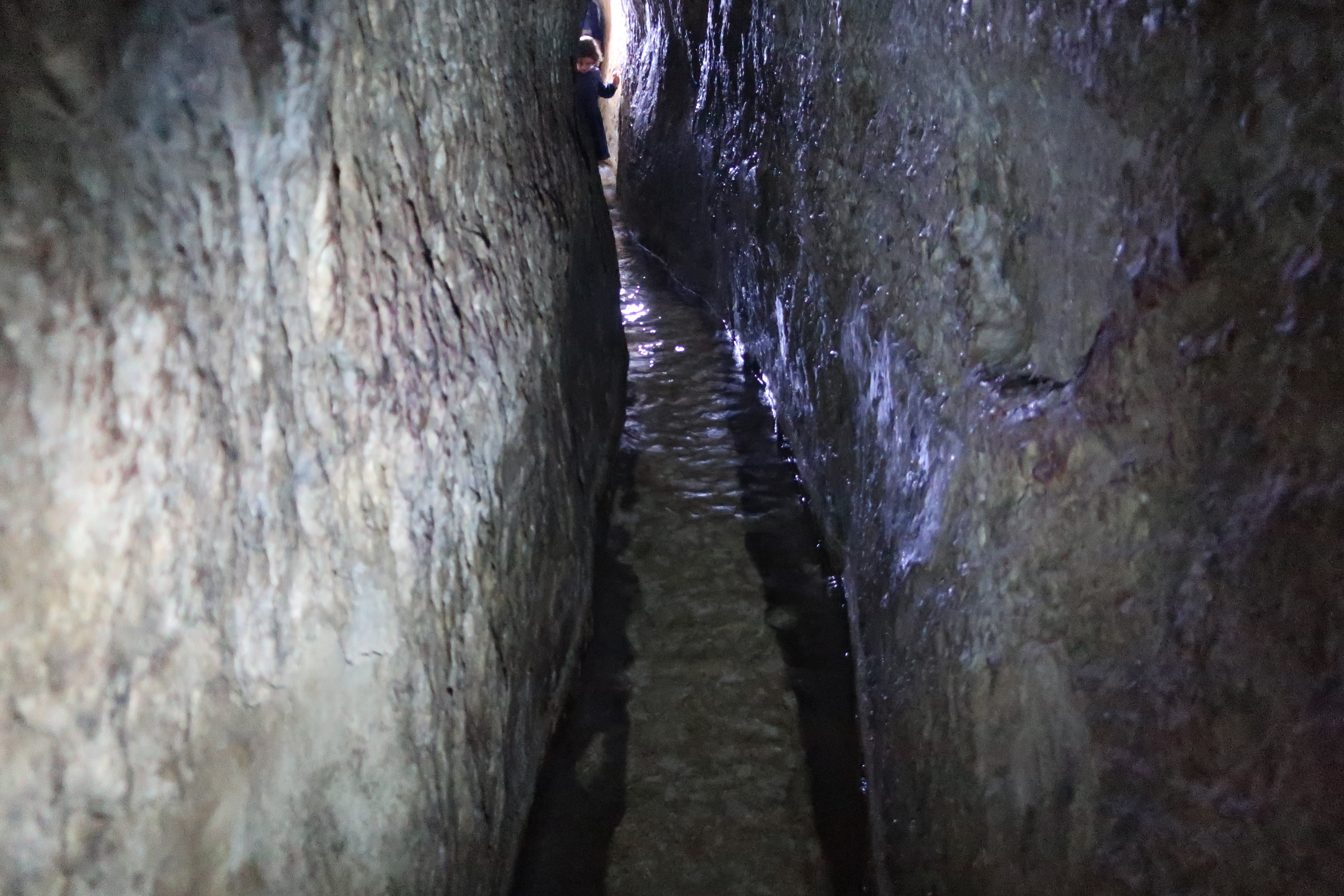
Plimbare printru tunelul lui Ezechia
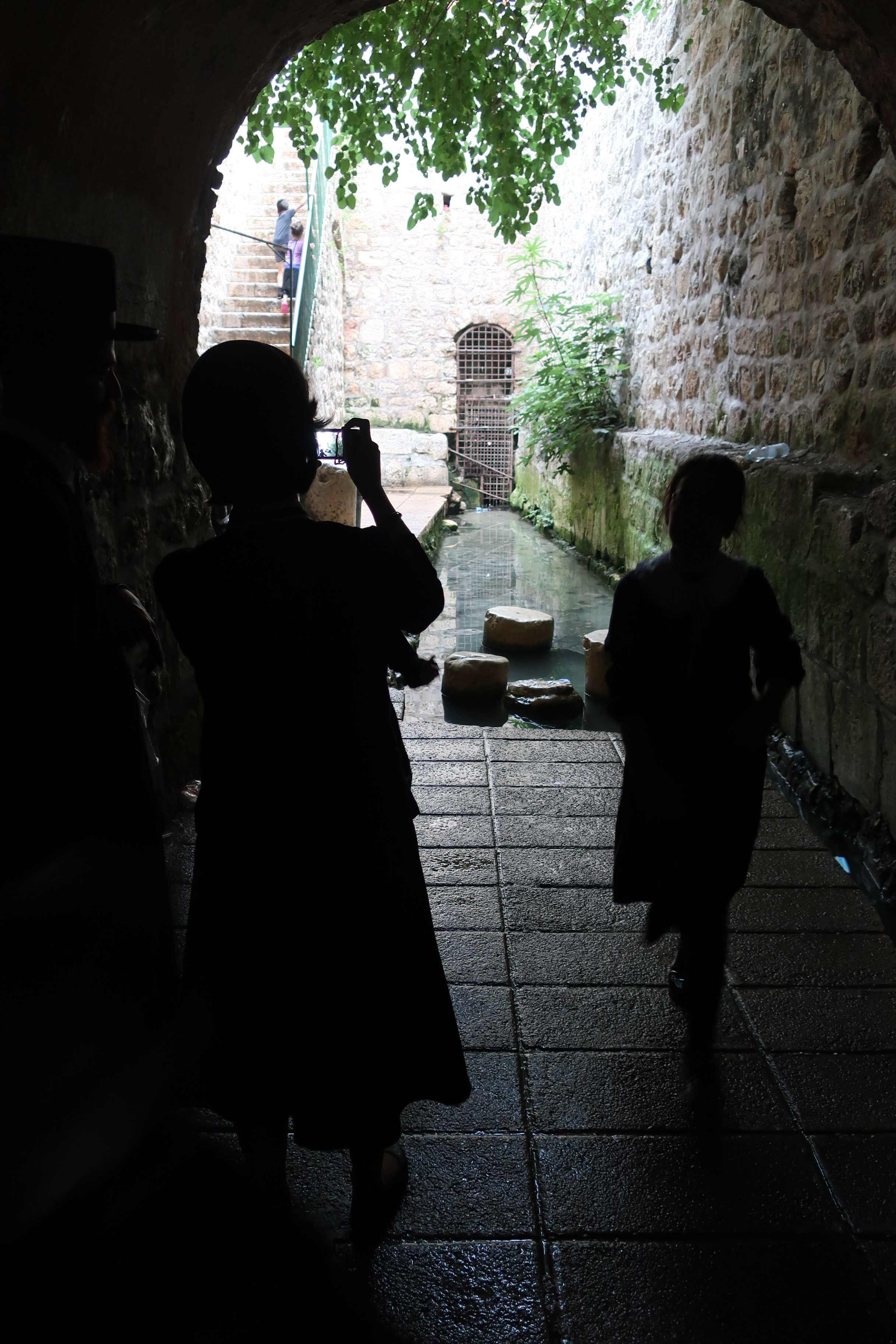
Bazinul Siloamului cum se vede la ieșire tunel
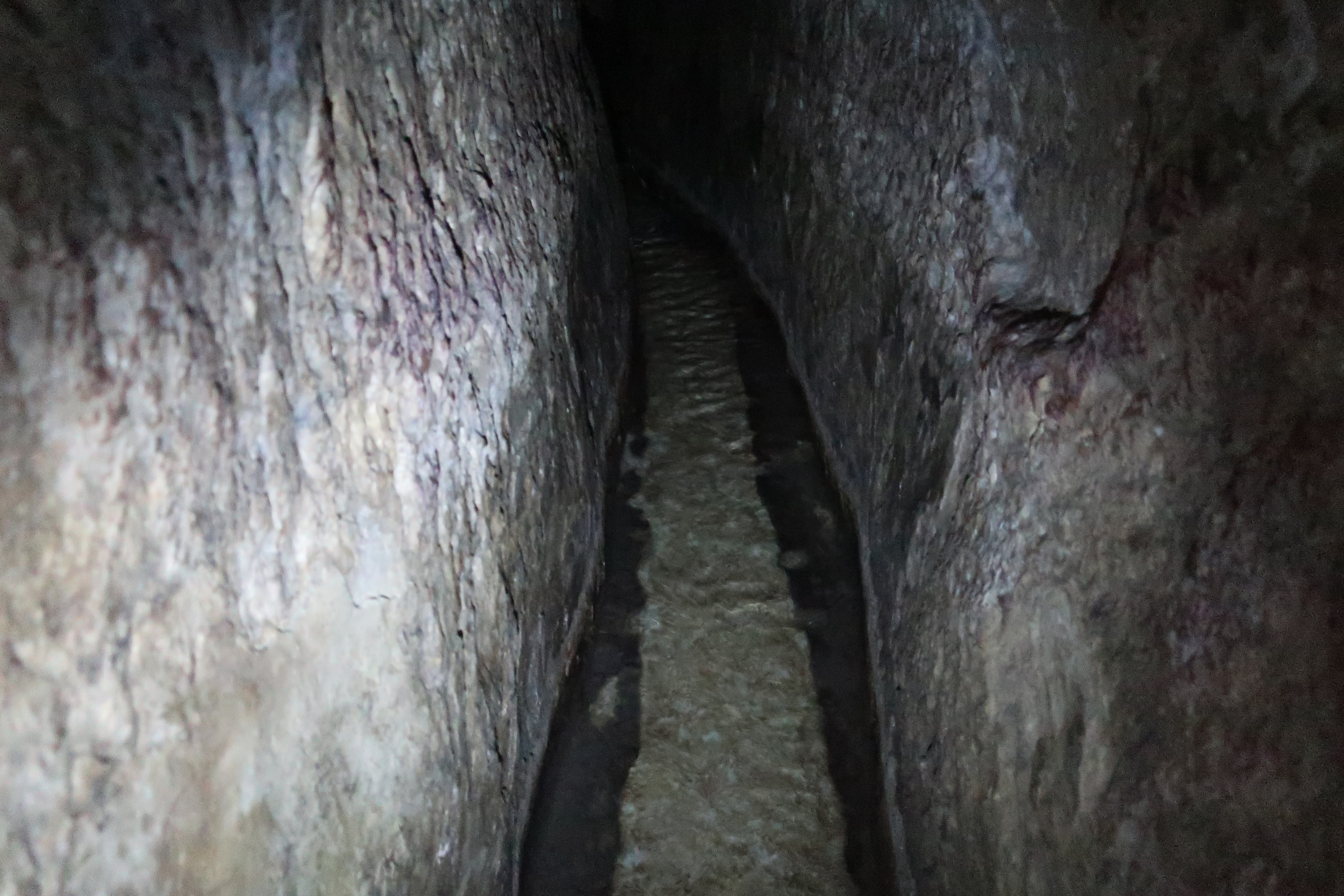
Conducta cioplită în rocă către mânarea apelor Izvorului Râului Ghihon